# Douglas Carruthers
Alexander Douglas Mitchell Carruthers (* 4. Oktober 1882 in London; † 23. Mai 1962 ebenda) war ein britischer Forschungsreisender und Kartograf, der im frühen 20. Jahrhundert ein prominenter Naturforscher im Nahen Osten, in Zentralasien und in der Mongolei war.

## Leben
Carruthers, der Sohn des Priesters William Mitchell Carruthers aus Holbrook, wurde am Haileybury und am Trinity College in Cambridge ausgebildet. Bereits als Student begann er als Sekretär für Mitglieder der Royal Geographical Society zu arbeiten. Er absolvierte eine fundierte Ausbildung in den Bereichen Vermessung und Kartografie und wurde ein anerkannter Tierpräparator.
Carruthers verbrachte das gesamte Jahr 1904 im Nahen Osten und arbeitete mit dem Museum der Amerikanischen Universität Beirut zusammen, dessen Sammlungen er um 323 Vogel- und 19 Säugetierproben ergänzte und rund einhundert Tierpräparate für die Ausstellung des Museums anfertigte. Auf Reisen in die Wüsten Syriens um Damaskus sammelte er weitere 155 Säugetier- und Vogelproben, womit seine langjährige Zusammenarbeit mit der zoologischen Abteilung des Walter Rothschild Zoological Museum begann. Von 1905 bis 1906 beteiligte sich Carruthers an der Expedition des British Museum (Natural History) zum Ruwenzori-Gebirge im Kongo, von der er Vogel- und Säugetierproben nach England schickte.
Von 1907 bis 1908 begab sich Carruthers zum Jagen und Sammeln nach Russisch-Turkestan (heute Zentralasien). Während dieser Expedition wurden 522 Vogel- und 123 Säugetierproben für das Walter Rothschild Zoological Museum gesammelt. Unter den Vögeln befanden sich viele Fasane und Finken, während unter den Säugetieren eine neue Wühlmaus war, die ihm zu Ehren Microtus carruthersi (heute ein Synonym für Microtus juldaschi) genannt wurde.
Carruthers’ Expedition arbeitete zunächst westlich von Buchara und nordwestlich von Samarkand und dann im Osten von Buchara. In Zentralasien sind seine Sammlungen von der Serafschankette in den Jahren 1907 bis 1908 sowie aus Samarkand, Buchara und dem Hissargebirge bekannt.
Im Jahr 1910 trat Carruthers einer Expedition bei, die von John H. Miller und M. Philips Price geleitet wurde und in die Wüste der Äußeren Mongolei führte. Zunächst verbrachte er mehrere Monate in den Regionen am oberen Jenissei-Fluss, dem heutigen Tuwa-Gebiet in Russland, wo er die ethnische Gruppe der Tuwiner studierte, sowie in der Mongolei. In den folgenden elf Monaten reiste er mit Miller durch die Dsungarei und weiter nach Turkestan, bevor er Indien erreichte. Im Dezember 1911 kehrte er von dort nach England zurück. Carruthers gilt als der erste Engländer, der sich intensiv mit der Nordwestmongolei auseinandersetzte.
Er sammelte bedeutende zoologische Proben und übermittelte diese an das British Museum (Natural History). Die Säugetiersammlung umfasste 186 Exemplare, darunter 16 bislang unbeschriebene Arten. Eine neu entdeckte Zieselart wurde zu Ehren des Zoologen als Citellus carruthersi benannt, diese wurde später als Unterart Spermophilus citellus carruthersi und anschließend als Synonym von Spermophilus brevicauda reklassifiziert. Die Vogelsammlung bestand aus 247 sorgfältig präparierten Bälgen.
Die Ergebnisse dieser großen Expedition, bei der große Teile des Landes erstmals kartiert wurden, wurden 1913 in zwei Bänden unter dem Titel Unknown Mongolia veröffentlicht. Bereits 1914 erlebte das Buch zwei Auflagen. Der erste Band umfasst 478 Seiten, der zweite 490 Seiten und enthält 168 Illustrationen, Panoramen, Diagrammen und sechs erstmals gezeichneten Karten. Während des Ersten Weltkriegs arbeitete Carruthers für das Kriegsministerium und erstellte Karten des Nahen Ostens. Auch in den folgenden Jahren konzentrierte er sich hauptsächlich auf das Gebiet der Kartographie, wobei er eng mit Geographen und Reisenden zusammenarbeitete.
Für seine aktive Arbeit wurde Douglas 1910 mit der Gill Medal ausgezeichnet, und 1912 erhielt er für seine Expedition nach Südsibirien von 1910 bis 1911 und in die Mongolei die Patron’s Medal in Gold der Royal Geographical Society, wo er von 1916 bis 1921 als Honorarsekretär arbeitete und der er 53 Jahre lang, von 1909 bis zu seinem Tod 1962, als aktives Mitglied angehörte. 1956 wurde Douglas auch mit der Sykes Medal der Royal Central Asian Society ausgezeichnet. Im Jahr 1949 erschien sein Buch Beyond the Caspian. A Naturalist in Central Asia.
Bei der Vorbereitung zu diesem Werk griff Carruthers oft auf die Hilfe von Kollegen der British-Soviet Friendship Society zurück, übersetzte viele Publikationen zur Fauna und Geographie Zentralasiens aus dem Russischen ins Englische und verwendete in seinem Buch Illustrationen der sowjetischen Zoologen Konstantin Konstantinowitsch Fljorow (1904–1980) und Wassili Alexejewitsch Watagin (1884–1969). Die umfangreiche Bibliographie enthält Verweise auf viele bekannte Zoologen sowohl des Russischen Reiches als auch der Sowjetunion.
Carruthers starb am 23. Mai 1962 im Islington Hospital in London. Nach seinem Tod wurden seine Arbeiten aus den Jahren 1904 bis 1957 an die Royal Geographical Society in London übergeben.

## Dedikationsnamen
Nach Carruthers sind die Taxa Funisciurus carruthersi Thomas, 1906, Cisticola carruthersi Ogilvie-Grant, 1909, Cyanistes cyanus ssp. carruthersi (Hartert, 1917) und Chamaetylas poliocephala ssp. carruthersi (Ogilvie-Grant, 1906) benannt.

## Schriften
- Notes on the Journey to the Arpa and Ak-Sai Plateaus in Russian Turkestan-&-Neve, Arthur the Ranges of the Karakoram, 1910
- A Journey in North-Western Arabia, 1910.
- Notes on the Maps Illustrating the Exploration in Mongolia and Dzungaria, 1913.
- Unknown Mongolia: a record of travel and exploration in north-west Mongolia and Dzungaria with three chapters on sport by J. H. Miller, and a foreword by Earl Curzon of Kedleston, 1914.
- Further Information on the Turgun Or Kundelun Mountains in North-Western Mongolia, and Notes on a New Map of This Region, Geographical Journal. Vol. XLIV, 1914
- Captain Shakespear’s Last Journey, 1922
- The Desert Route to India: Being the Journals of Four Travellers by the Great Desert Caravan Route between Aleppo and Basra, 1745–1751, 1929
- Arabian Adventure, to the Great Nafud in Quest of the Oryx, H.F. & G. Witherby Ltd., London, 1935
- Beyond the Caspian. A Naturalist in Central Asia, 1949.
- Reminiscences of Gertrude Bell, Journal of the Royal Central Asian Society, Band 45, Nummer 1, 1958.